# Мадаржак (Јаши)
Мадаржак (рум. Mădârjac) насеље је у Румунији у округу Јаши у општини Мадаржак. Oпштина се налази на надморској висини од 190 m.

## Становништво
Према подацима из 2011. године у насељу је живело 884 становника.